# Municipio Cruz Salmerón Acosta
Cruz Salmerón Acosta es uno de los 15 municipios que conforman al Estado Sucre, Venezuela. El nombre del municipio es en homenaje al poeta Cruz Salmerón Acosta.

## Escudo
- El Escudo de Cruz Salmerón Acosta es el emblema heráldico que representa a la localidad y que constituye, junto con la bandera, los símbolos patrios del Municipio Cruz Salmerón Acosta.

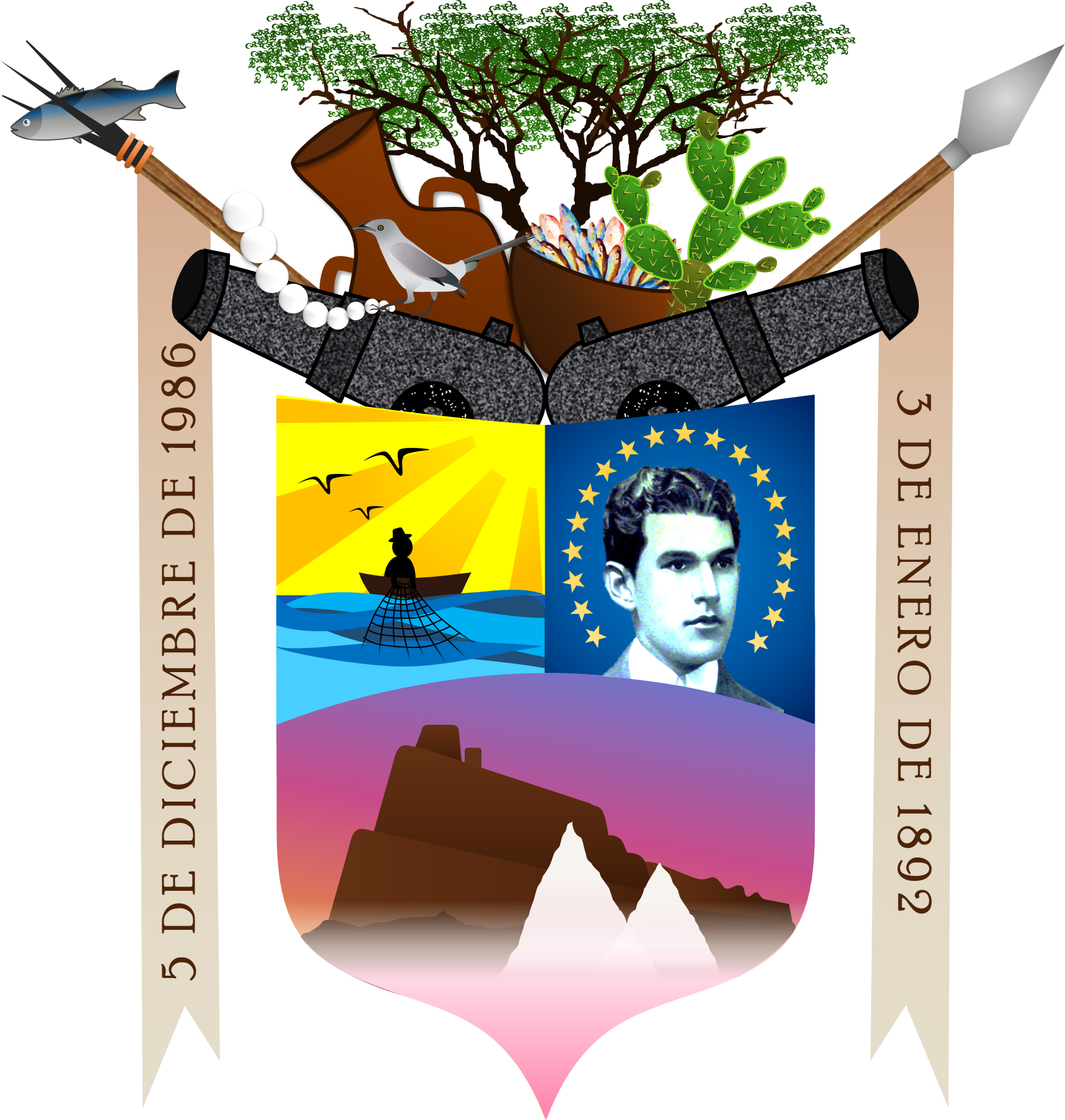

- Es la primera vez en qué este municipio cuenta con este emblema.
- El escudo fue creado en diciembre de 2021 por el joven peninsular Jesús Coronado Marval, oriundo de la población de Punta de Araya, mediante un evento que reunió a los mejores artistas del municipio, siendo este el ganador de dicho evento.

## Descripción
- Dividido en tres cuarteles (representando las 3 parroquias del municipio) Amarillo (IZQUIERDA), azul (DERECHA) y una mezcla de azul, púrpura y anaranjado en la parte (INFERIOR) tonos de los atardeceres que se observan en nuestras costas.

- En la parte superior derecha se encuentra la figura de Cruz María Salmerón Acosta, rodeado de 19 estrellas representando a los pueblos de nuestro municipio.

- En la parte inferior la Real Fortaleza de Santiago de Arroyo de Araya, la más antigua de Venezuela; más conocida como el Castillo de Araya, creado con el fin de resguardar las salinas de la invasión de piratas holandeses.

- En la esquina superior izquierda un pescador bajo un imponente sol, en representación de la principal fuente de ingreso de nuestro municipio.

- Dos banderas con las fechas, en la parte izquierda, 5 de diciembre de 1986  (fecha que se creó el municipio) y en la parte derecha, 3 de enero de 1892 (nacimiento del Poeta Cruz Salmerón Acosta)

•Yaque, Tuna Y Paraulata: símbolos naturales e iconos del municipio.
•Vasijas de Arcilla: representa c la artesanía y las piezas de los restos del yacimiento arqueológico encontrado en el cerro El Indismo.
•Lanza y Pua con pescado: Representa a las comunidades indígenas que habitaron estas tierras.
•Cañones: Elemento usado para defender nuestras costas y salinas de invasiones piratas.
•Perlas: Riqueza que abundó en las zonas norte costera del municipio.

## Geografía
Este municipio se ubica en el noroeste del Estado Sucre, teniendo como capital la ciudad turística de Araya, situada en la península homónima. El municipio cuenta con tres de las 54 parroquias existentes en los diversos municipios del Estado Sucre: parroquia Araya, parroquia Chacopata y parroquia Manicuare. 
Tiene una superficie aproximada de 612 km² y una población de 42 339 habitantes, con una densidad de 49 habitantes por km², según el censo nacional de 2011.
Limita al norte con el mar Caribe, al sur con el Golfo de Cariaco, al este con el municipio Ribero y al oeste nuevamente con el mar Caribe. Su clima es desértico, característico de las regiones xerófilas de Venezuela.

### Parroquias
Los pueblos que conforman las 3 parroquias se distribuyen de la siguiente manera:
*Parroquia Araya, integrada por los pueblos de Araya, Punta Colorada, Punta de Araya, El Rincón, El Guamache, y Taguapire.
*Parroquia Chacopata, integrada por los pueblos de Chacopata, Guayacán, Caimancito y los Cachicatos.
*Parroquia Manicuare, integrada por los pueblos de Manicuare, Punta de Arenas, Tacarigua, Merito, Salazar, Puerto Real, La Angoleta, Laguna Grande, Laguna Chica y Los Cedros.

## Economía
Las principales actividades económicas del Municipio son:La Pesca en toda la Geografía Peninsular, La Extracción de sal en Las Salinas de Araya ubicadas en la población de Araya, La Extracción de Ostras Marinas en los Pueblos de Manicuares, Guamache, Taguapire Caimancito, Guayacán y Chacopata, La Artesanía en Manicuare. 

## Cultura

### Gastronomía
Su gastronomía está basada en:sopas de pescados,guisado de pepitonas, dulcería criolla:arroz con coco, majarete,conservas de coco,conservas de papas y de chaco,guisado de iguanas,talkarí(especie de guiso con especias,aceitunas,alcaparras,etc y que se cocina generalmente en época navideña), de chivo,cuajado de raya o de cazón,empanadas de pescado,etc.

## Política y gobierno

### Alcaldes
| Período     | Alcalde            | Partido político / Alianza | % de votos                        | Notas |
| ----------- | ------------------ | -------------------------- | --------------------------------- | --- |
| 1989 - 1992 | Luis Ramon Noriega | AD                         | 51,25                             | Primer alcalde bajo elecciones directas |
| 1992 - 1995 | Luis Ramon Noriega | AD                         | 44,92                             | Reelecto |
| 1995 - 2000 | Hernan Jose Rosas  | MAS                        | 76,24                             | Segundo alcalde bajo elecciones directas (se realizaron elecciones generales adelantadas en el 2000 debido a la aprobación de la Constitución de 1999) |
| 2000 - 2004 | Luis Ramón Noriega | MON                        | 34,13                             | Tercer alcalde bajo elecciones directas |
| 2004 - 2008 | Wilfredo Rivero    | MVR                        | 27,79                             | Cuarto alcalde bajo elecciones directas |
| 2008 - 2013 | Wilfredo Rivero    | PSUV                       | 53,80                             | Reelecto (se postergan 1 año las elecciones municipales pautadas para finales del 2012)                                                                |
| 2013 - 2017 | Luisa Nuñez        | PSUV                       | 38,15                             | Quinta alcalde bajo elecciones directas |
| 2017 - 2021 | Jonny Acosta       | PSUV                       | 52,91                             | Sexto alcalde bajo elecciones directas |
| 2021 - 2025 | Daniel Ruiz        | MSV                        | 50,46                             | Séptimo alcalde bajo elecciones directas |
| 2025 - 2029 | Ylario González    | PSUV                       | No Ha Sido Publicado Oficialmente | Octavo alcaldía bajo elecciones directas |

### Concejo municipal
Período 1989 - 1992
| Concejales:                | Partido político / Alianza |
| -------------------------- | -------------------------- |
| Rafael Patiño              | AD                         |
| Pedro Andrade              | AD                         |
| Victor Hernández           | AD                         |
| Williams Rodríguez         | COPEI                      |
| Elsa Salazar de Jiménez    | COPEI                      |
| Francisco Rodríguez Rivero | COPEI                      |
| Wilfredo Rivero            | MAS                        |

Periodo 1992 - 1995
| Concejales:                | Partido político / Alianza |
| -------------------------- | -------------------------- |
| Ramón Rangel               | AD                         |
| Francisco Rodríguez Rivero | AD                         |
| Rosauro Velásquez          | AD                         |
| Pedro Luis Marval          | COPEI                      |
| José Salazar               | COPEI                      |
| Wilfrado Rivero            | MAS                        |
| Carlos Isaba               | POR ARAYA                  |

Período 1995 - 2000
| Concejales:                | Partido político / Alianza |
| -------------------------- | -------------------------- |
| Luis Alberto Pérez         | MAS                        |
| Ramon Subero               | MAS                        |
| Francisco Rodríguez Ribero | MAS                        |
| Jesus Patiño               | AD                         |
| Angel Luis Rodríguez       | AD                         |
| Rafael Herrera             | AD                         |
| Pedro Luis Marval          | COPEI                      |

Período  2013 - 2018:
| Concejales           | Partido político / Alianza |
| -------------------- | -------------------------- |
| Jesús Franco         | PSUV                       |
| Jorge Fuentes        | PSUV                       |
| Jose Marval          | PSUV                       |
| Cruz Rojas           | PSUV                       |
| Angel Castillero     | PSUV                       |
| Julio Hernández      | FICHAS                     |
| Enrique Beltran Mata | FICHAS                     |

Período 2018 - 2021
| Concejales        | Partido político / Alianza |
| ----------------- | -------------------------- |
| Jhoalys Romero    | PSUV                       |
| Amilcar Rodríguez | PSUV                       |
| Migdalia Barrios  | PSUV                       |
| Nancy Salgado     | PSUV                       |
| Jesus Castillejo  | PSUV                       |
| Ylario González   | PSUV                       |
| Celeidys Brito    | PSUV                       |

Período 2021 - 2025
| Concejales        | Partido político / Alianza |
| ----------------- | -------------------------- |
| Milagros Bermudez | PSUV                       |
| Anthony Andrade   | PSUV                       |
| Dumar Marcano     | PSUV                       |
| Saturnino Brito   | PSUV                       |
| Mildred Nuñez     | PSUV                       |
| Arminda Marval    | MAS                        |
| Luis Noriega      | PCV                        |

Periodo 2025-2029
| Concejales      | Partido político / Alianza |
| --------------- | -------------------------- |
| Ronny Blondell  | PSUV                       |
| Rafael Patiño   | PSUV                       |
| Celeidys Brito  | PSUV                       |
| Erick Rausseo   | PSUV                       |
| Anthony Andrade | PSUV                       |
| Arnaldo Bravo   | PSUV                       |
| Desiree Gomez   | PSUV                       |